# Albiez-le-Jeune
Albiez-le-Jeune ist eine Gemeinde in den Savoyen in Frankreich. Sie gehört zur Region Auvergne-Rhône-Alpes, zum Département Savoie, zum Arrondissement Saint-Jean-de-Maurienne und zum Kanton Saint-Jean-de-Maurienne. Sie grenzt im Nordwesten an Saint-Jean-de-Maurienne, im Nordosten an Villargondran, im Osten an Montricher-Albanne und im Süden und im Südwesten an Albiez-Montrond.

## Bevölkerungsentwicklung
| Jahr                       | 1962 | 1968 | 1975 | 1982 | 1990 | 1999 | 2008 | 2014 | 2021 |
| -------------------------- | ---- | ---- | ---- | ---- | ---- | ---- | ---- | ---- | ---- |
| Einwohner                  | 118  | 95   | 81   | 78   | 61   | 57   | 105  | 146  | 144  |
| Quellen: Cassini und INSEE |      |      |      |      |      |      |      |      |      |